# ستاسيا فينكوفا
ستاسيا فينكوفا (الاسم الكامل Anastasia Pavlovna Venkova؛ ولدت في 19 ديسمبر 1997، سانت بطرسبرغ) هي ممثلة روسية وكاتبة سيناريو ومخرجة السينمائية والمسرحية. حصلت على جائزة أفضل مخرج شاب في مهرجان سراييفو للأزياء في البوسنة والهرسك عن فيلمها الأول مقهى منتصف الليل في عام 2017.
في عام 2020 تم إصدار فيلم أوتي-أوتي-أوتي للمخرج سيرغي سولوفيوف، حيث لعبت الدور الرئيسي وكتبت السيناريو. قدمت أناستاسيا فينكوفا الفيلم في مهرجان روتردام السينمائي. مضيفة حفل الافتتاح والختام لمهرجان روح النار السينمائي 2018 و 2019 و 2020 ومهرجان سانت آنا السينمائي 2020.